# Valeriana adscendens
Valeriana adscendens är en kaprifolväxtart som beskrevs av Porphir Kiril Nicolai Stepanowitsch Turczaninow. Valeriana adscendens ingår i släktet vänderötter, och familjen kaprifolväxter. Inga underarter finns listade i Catalogue of Life.